# Порция де Медичи
Пòрция де Мèдичи (на италиански: Porzia de' Medici; * 1538, Флоренция, Флорентинско херцогство; † 1565, пак там) е флорентинско религиозно лице и аристократка.

## Произход
Тя е извънбрачна дъщеря на Алесандро де Медичи (* 1510, † 1537), херцог на Флоренция, и неизвестна жена. Нейни дядо и баба са Лоренцо II де Медичи, велик херцог на Тоскана, и мулатката Симонета да Колевекио, или папа Климент VII и Алфонсина Орсини. Има един полубрат и една полусестра.

## Биография
Порция е родена след убийството на баща ѝ Алесандро и е настанена като малко дете в августинския манастир „Сан Клементе“ на ул. „Сан Гало“ във Флоренция. Манастирът е основан от Мария Салвиати, майката на Козимо I де Медичи, за да приюти извънбрачните дъщери на Алесандро. За разлика от полусестра си Джулия Порция полага обет и става монахиня, а в бъдеще – игуменка на манастира.
Тя е в близък контакт с членове на сем. Медичи, включително с нейната полусестра Джулия и с нейния полубрат Джулио. Нарисуван е стенопис, изобразяващ Порция с Франческо I, Фердинандо, Джовани и Гарция – четиримата синове на Козимо I. Оттогава стенописът е изгубен. Джулия често посещава Порция в манастира.
Умира в манастира на 27-годишна възраст.